# Gerendás Ernő
Gerendás Ernő (Győr, 1908. november 14. – Salzburg, 1943. június 12.) magyar történész, könyvtáros.

## Életpályája
1928-ban érettségizett az esztergomi Bencés Gimnáziumban. 1934–1935 között olasz állami ösztöndíjjal a római egyetemen tanult. 1934–1935 között a vatikáni levéltár kutatója és a római Magyar Akadémia könyvtárosa volt. 1936-ban a Fővárosi Könyvtár segédőre volt. 1936-ban a budapesti tudományegyetemen középiskolai tanári és bölcsészdoktori diplomát kapott. 1937–1938 között a Fővárosi Könyvtár belföldi kutatási ösztöndíjasa volt. 1939–1943 között a Fővárosi Könyvtár középfokú könyvtári gyakornoka volt.
Magyar egyház- és agrártörténettel foglalkozott. Elsősorban a magyarországi egyházi nagybirtokok középkori és kora újkori történetét vizsgálta. Könyvészeti tevékenysége is fontos.
Bécsi tanulmányai alatt tett kirándulása során nyomtalanul eltűnt.

## Művei
- Az esztergomi főkáptalan garamszentbenedeki birtokterülete a XVIII. sz. második felében (Tanulmányok a magyar mezőgazdaság történetéhez, Budapest, 1934)
- Az esztergomi káptalan visszaköltözése Esztergomba, 1820-ban. (Domanovszky-emlékkönyv; Budapest, 1937)
- A magyar gazdasági irodalom könyvészete (2. kötet; 1806-1830. Összeállította: Dóczy Jenővel, Bakács Istvánnal; Bp., 1938)
- Adatok a budai és pesti céhek életéhez, különös tekintettel a Fővárosi Könyvtár céhirataira (Fővárosi Könyvtár Évkönyve. X. kötet; Budapest, 1941)
- A céhek és a vallásos élet (Regnum. Egyháztörténeti évkönyv; Budapest, 1943)
- A bécsi nagy könyvtárak (Magyar Könyvszemle, 1943)